# Balena amb bec del Perú
La balena amb bec del Perú o zífid pigmeu (Mesoplodon peruvianus) és l'espècie més petita de zífid del gènere Mesoplodon i una de les que han estat descobertes més recentment. És interessant que hi hagué com a mínim una vintena d'observacions d'una balena desconeguda del gènere Mesoplodon abans de la classificació inicial i actualment es creu que són sinònimes amb l'espècie. La primera descripció de proves físiques d'aquesta balena fou el 1990 a la Baixa Califòrnia i consistia en un esquelet i un cadàver en descomposició.

## Descripció
La coloració general és grisa fosca en la part superior i més clar per sota. El cos destaca pel seu peduncle caudal particularment alt. El seu musell més aviat curt. Els adults d'aquesta espècie arriben al voltant dels 3,4 i 3,7 m (entre 1,5 i 1,6 m en nàixer). És l'espècie més petita de Mesoplodon.